# Joseph Julian Soria
Joseph Julian „J. J.“ Soria (* 28. August 1986 in Los Angeles, Kalifornien) ist ein US-amerikanischer Schauspieler.

## Leben
Joseph Julian Soria entdeckte sein Interesse an der Schauspielerei in seiner Collegezeit.
Soria spielte, nachdem er 2004 im Video Meeting a Bullet aufgetreten war, 2005 in zwei Folgen der Serie The Shield – Gesetz der Gewalt mit. In den folgenden Jahren hatte er Auftritte in Lincoln Heights, Brothers & Sisters, Navy CIS, The Closer, Bones – Die Knochenjägerin, Southland, Sons of Anarchy, Dexter, CSI: Miami und Prime Suspect. Von 2012 bis 2013 hatte er die Hauptrolle des Hector Cruz in der Fernsehserie Army Wives inne.
Privat engagiert sich Soria für Kinder. So arbeitete er unter anderem mehrere Jahre mit behinderten und unter Autismus leidenden Kindern.

## Filmografie (Auswahl)
- 2005: The Shield – Gesetz der Gewalt (The Shield, Fernsehserie, 2 Folgen)
- 2005, 2010: CSI: Miami (Fernsehserie, Folge 3x12, 9x07)
- 2007: Lincoln Heights (Fernsehserie, Folge 1x04)
- 2007: Trust Me
- 2007: Brothers & Sisters (Fernsehserie, Folge 2x04)
- 2009: Navy CIS (NCIS, Fernsehserie, Folge 6x15)
- 2009: The Closer (Fernsehserie, Folge 5x05)
- 2009: In Plain Sight – In der Schusslinie (In Plain Sight, Fernsehserie, Folge 2x11)
- 2009: Bones – Die Knochenjägerin (Bones, Fernsehserie, Folge 5x02)
- 2009–2010: Southland (Fernsehserie, 2 Folgen)
- 2009: Crank 2: High Voltage
- 2010: Lie to Me (Fernsehserie, Folge 3x03)
- 2010: Sons of Anarchy (Fernsehserie, Folge 3x07)
- 2010: Dexter (Fernsehserie, 2 Folgen)
- 2012: Prime Suspect (Fernsehserie, Folge 1x12)
- 2012–2013: Army Wives (Fernsehserie, 27 Folgen)
- 2014: Camp X-Ray – Eine verbotene Liebe (Camp X-Ray)
- 2014: 10 Cent Pistol
- 2015: Superfast!
- 2015: Woran glaubst Du? (Do You Believe?)
- 2015: Max
- 2016: The Purge: Election Year
- 2020: John Henry